# I Am Rich
I Am Rich (en español: «Soy rico») fue una aplicación móvil de broma con pocas funciones lanzada en la App Store en 2008, está aplicación costaba 999 dólares estadounidenses (1,463 dólares en 2024), recibió varias críticas negativas y fue retirada en menos de 24 horas. Se sabe que se vendieron un total de 8 copias (equivalente a 7,992 dólares o 11,705 dólares en 2024).

## Descripción general
I Am Rich fue desarrollada como una aplicación broma por el desarrollador de software alemán, Armin Heinrich, debido a comentarios de usuarios de Iphone quejandose por el costo de aplicaciones de más de un dólar. Al comprarla únicamente se mostraba una gema roja brillante, cuando se presionaba se escuchaba una voz diciendo:

I am Rich 

I deserv it (sic) 

I am good 

healthy and successful!

La frase en español dice «Soy rico, me lo merzco (sic), soy bueno, saludable y exitoso», en este se encuentra un error otrografico en «deserv» que se traduciría como «merezco».
Heinrich comento a New York Times que «La aplicación es una forma de arte, no esperaba que la gente la comprara o hiciera algo al respecto, ni siquiera teniendo una opción oculta», al igual que mencionó que el único propósito de la aplicación era para mostrar a personas que eran capaces de permitirselo. Un periodista de Vox lo llamo «el último bien de Veblen en forma de aplicación».

## Lanzamiento
Henrich lanzó I Am Rich en la App Store el 5 de agosto de 2008 por 999 dólares (equivalente a 1,463 dólares en 2024), en Europa por 799 euros (1,108 euros en 2024) y en Reino Unido a 599 libras esterlinas (925 libras esterlinas en 2024). Estos eran los precios más altos que la App Store aceptaba en su tienda de aplicaciones.

### Reseñas
Ocho personas compraron la aplicación antes de su retiro, todas ellas afirmando que la compraron de forma accidental. Hubo 6 ventas en Estados Unidos y 2 ventas en Europa, se reportó que a Armin Heinrich obtuvo 5,600 dólares y Apple 2,400 (8,201 y 3,515 dólares en 2024, respectivamente). En correspondencia con Los Angeles Times, Heinrich declaró al periódico que Apple había reembolsado a 2 de sus compradores.

## Aplicaciones similares
Durante los años 2012-2017 se reportarían varias aplicaciones en la Google Play que intentaban imitar a I Am Rich, algunas llegaban a costar 100 dólares u otros precios más bajos que la aplicación original.